# Малая Донщинка
Малая Донщинка — хутор в Клетском районе Волгоградской области России. Входит в состав Перелазовского сельского поселения. Население 72 чел. (2010) .

## История
В соответствии с Законом Волгоградской области от 14 февраля 2005 года  № 1003-ОД «Об установлении границ и наделении статусом Клетского района и муниципальных образований в его составе» , хутор вошёл в состав образованного Перелазовского сельского поселения. 

## География
Расположен в западной  части региона, в степи, у подножия Донской гряды, являющейся частью Восточно-Европейской равнине, по р. Донщинка.	
Уличная сеть состоит из трёх географических объектов: ул. Заречная, ул. Луговая и ул. Центральная.
Абсолютная высота 100 метров над уровнем моря.

## Население
| 2010 |
| ---- |
| 72   |

Гендерный состав
По данным Всероссийской переписи населения 2010 года в гендерной структуре населения из 72 человек мужчин — 41, женщин — 31 (56,9 и 43,1 % соответственно).
Национальный состав
Согласно результатам переписи 2002 года, в национальной структуре населения
русские составляли 96 % от общей численности населения в 122 чел. .

## Инфраструктура
Личное подсобное хозяйство. 

## Транспорт
Просёлочные дороги. 